# Jón Loftsson
Jón Loftsson, född 1124, död 1 november 1197, var en isländsk hövding.
Jón Loftsson var sonson till Sämund Frode; hans mor var oäkta dotter till Magnus Barfot. Från mitten av 1100-talet bodde Jón Loftsson på gården Oddi, där hans fosterson Snorre Sturlasson uppfostrades. Då Jón var fint bildad och litterärt intresserad fanns där troligen ett gott bibliotek. Jón var synnerligen inflytelserik, särskilt på alltinget, och vann genom klokhet och humanitet allmän aktning. Nóregs konungatal är skriven till hans ära.